# 国吉 (弘前市)
国吉（くによし）は、青森県弘前市の地名で、旧中津軽郡東目屋村の大字。郵便番号は036-1433。

## 地理
- 青森県道28号岩崎西目屋弘前線が横断し、北は館後・新法師、東は如来瀬、南は高野、西は黒土に接する。
- また、かつては望石（くにいし）とも呼ばれた。

### 小字
小字として独活平・扇田袋・耕田・坂本・下川原・中川原・村元・目屋川がある。

## 沿革
- 1889年（明治22年） - 東目屋村の大字。
- 1891年（明治24年） - 当時の記録では人口1054、戸数151、厩115、水車2であった。
- 1955年（昭和30年） - 弘前市に編入、弘前市の大字になる。

## 世帯数と人口
2017年（平成29年）6月1日現在の世帯数と人口は以下の通りである。
| 大字             | 世帯数  | 人口  |
| ---------------- | ------- | ----- |
| 国吉（小字全域） | 196世帯 | 504人 |

## 施設

### 教育
- くによし保育園

### 福祉
- 社会福祉法人嶽暘会

### 公共
- 国吉郵便局

## 小・中学校の学区
市立小・中学校に通う場合、学区は以下の通りとなる。
| 大字 | 番地 | 小学校               | 中学校               |
| ---- | ---- | -------------------- | -------------------- |
| 国吉 | 全域 | 弘前市立東目屋小学校 | 弘前市立東目屋中学校 |

## 交通
- 弘南バス

高野、国吉南口、国吉（弘前 - 田代・川原平・大秋線）停留所。